# Seznam uměleckých realizací ve veřejném prostoru v Záběhlicích
Seznam uměleckých realizací v Záběhlicích v Praze 4 a 10 obsahuje tvorbu výtvarných umělců umístěnou ve veřejném prostoru v katastrálním území Záběhlice. Seznam je řazen podle ulic a nemusí být úplný.

## Seznam uměleckých realizací
| Název                                           | Fotografie                                                                           | Lokace                                                        | Autor                                               | Rok       | Popis                                     | Poznámka                                                                                                  |
| ----------------------------------------------- | ------------------------------------------------------------------------------------ | ------------------------------------------------------------- | --------------------------------------------------- | --------- | ----------------------------------------- | --- |
| Polibek                                         | Kategorie „Polibek (Václav Frydecký, Spořilov)“ na Wikimedia Commons                 | Božkovská 2967/4 50°2′40,84″ s. š., 14°29′12,03″ v. d.        | Václav Frydecký (1931–2011)                         | 1970      | socha, mušlový vápenec                    | Poliklinika Spořilov                                                                                      |
| neuveden                                        |                                                                                      | Božkovská 2967/4 50°2′42,3″ s. š., 14°29′11,65″ v. d.         | neuveden                                            |           | žardiniéra, keramika                      | Poliklinika Spořilov                                                                                      |
| Reliéf - Růže                                   | Kategorie „Reliéf Růže (Jan Lidral)“ na Wikimedia Commons                            | Dunická 3143/4 50°2′51,99″ s. š., 14°29′16,65″ v. d.          | Jan Lidral (*1937) Jindřich a Otilie Kletvíkovi     | 1988      | reliéf, keramika                          | Sídliště Spořilov II KC Sigma                                                                             |
| Korouhev                                        | Kategorie „Korouhev (Centrum Spořilov)“ na Wikimedia Commons                         | Hlavní 2459/108 50°2′48,3″ s. š., 14°29′13,02″ v. d.          | Adolf Havelka (1930–2015)                           | 1979      | informační systém, plech                  | Sídliště Spřilov II OC Centrum                                                                            |
| Ležící žena                                     | Kategorie „Ležící žena (Jan Hána)“ na Wikimedia Commons                              | Choratická 50°2′50,41″ s. š., 14°29′21,67″ v. d.              | Jan Hána (1927–1994)                                | 1971      | socha, žula                               | Sídliště Spořilov II                                                                                      |
| Sedící dívka                                    | Kategorie „Sedící dívka (Spořilov)“ na Wikimedia Commons                             | Choratická 50°2′49,73″ s. š., 14°29′20,24″ v. d.              | Božena Kodymová (*1926) Ludvík Kodym (*1922)        | 1978      | socha, vračanský vápenec                  | Sídliště Spořilov II OC Centrum                                                                           |
| Tři Grácie                                      | Kategorie „Tři Grácie (František Häckel)“ na Wikimedia Commons                       | Jabloňová 3000/15 50°3′25,86″ s. š., 14°29′47,94″ v. d.       | František Häckel (*1937)                            | 1984      | socha, hořický pískovec                   | Zahradní Město OC Květ                                                                                    |
| Stuha                                           | Kategorie „Stuha (Zdena Fibichová)“ na Wikimedia Commons                             | Jabloňová 2992/8 50°3′22,07″ s. š., 14°29′48,37″ v. d.        | Zdena Fibichová (1933–1991)                         | 1967      | fontána, socha; mušlový vápenec           | Poliklinika Záběhlice atrium                                                                              |
| Keramické sedačky a stůl                        | Kategorie „Ceramic seats and table (Václav Šerák)“ na Wikimedia Commons              | Jabloňová 3000/15 50°3′25,78″ s. š., 14°29′50,53″ v. d.       | Václav Šerák (*1931)                                | 1976      | architektonický prvek, glazovaná keramika | Zahradní Město OC Květ atrium                                                                             |
| Letní sněhulák                                  |                                                                                      | Jižní I 50°2′42,07″ s. š., 14°29′2,65″ v. d.                  | Michal Micl (*1969)                                 | 2019      | socha, beton                              | Spořilov; osazeno 2020; zahrada základní školy                                                            |
| Matka s dítětem                                 | Kategorie „Matka s dítětem (Jan Hendrych)“ na Wikimedia Commons                      | Kremnická 3031 50°2′57,11″ s. š., 14°28′40,71″ v. d.          | Jan Hendrych (*1936)                                |           | socha, umělý kámen                        | Sídliště Spořilov I                                                                                       |
| Domovní znamení (11)                            | Kategorie „House signs in Malinová Street“ na Wikimedia Commons                      | Malinová 50°3′26,56″ s. š., 14°30′10,95″ v. d.                |                                                     | 1953–1966 | domovní znamení                           | Malinová 1661/9, 1659/11, 1657/13, 1656/15, 1655/17, 1654/19, 1653/21, 1652/23, 1651/25, 1650/27, 1649/29 |
| Ležící figura                                   | Kategorie „Ležící figura (Jiří Babíček)“ na Wikimedia Commons                        | náměstí Mezi Zahrádkami 50°3′36,46″ s. š., 14°30′12,6″ v. d.  | Jiří Babíček (*1930)                                | 1976      | socha, pískovec                           | jižní část parku                                                                                          |
| Sedící dívka                                    | Kategorie „Sedící dívka (náměstí Mezi zahrádkami)“ na Wikimedia Commons              | náměstí Mezi Zahrádkami 50°3′37,19″ s. š., 14°30′11,99″ v. d. | Božena Kodymová (*1926)                             | 1960      | socha, pískovec                           | západní část parku                                                                                        |
| Plastika pro základní školu (†)                 |                                                                                      | Na Chodovci 2700/54 50°2′56,11″ s. š., 14°29′19,58″ v. d.     |                                                     |           |                                           | základní škola; odstraněno                                                                                |
| Fontána s plastikou na sídlišti Spořilov II (†) |                                                                                      | Postupická 50°2′45,85″ s. š., 14°29′30,34″ v. d.              | Lucie Schönfeldová (*1921)                          | 1969      | fontána, mozaika, socha; železo           | zaniklo                                                                                                   |
| Podzim (†)                                      | Kategorie „Socha ženy s hroznem vína (za krčskou poliklinikou)“ na Wikimedia Commons | Roztylské náměstí 50°2′34,23″ s. š., 14°28′49,35″ v. d.       | Jan Kavan (1905–1986) Ivan Tlášek                   | 1984      | socha, pískovec                           | od roku 2020 v Krči za poliklinikou (viz obrázek)                                                         |
| Fontána v zahradě domova pro seniory (†)        |                                                                                      | Sněženková 2973/8 50°3′15,15″ s. š., 14°30′7,1″ v. d.         | neuveden                                            | 1970–1974 | fontána, kov                              | fontána s plastikou zrušena roku 1982 pro poničení, obnoveno bez plastiky roku 1984                       |
| Reliéf (†)                                      |                                                                                      | Švehlova 2900/12 50°3′31,51″ s. š., 14°30′30,64″ v. d.        |                                                     |           | reliéf                                    | základní škola; odstraněno                                                                                |
| Fontána v areálu nákupního centra Cíl (†)       |                                                                                      | Topolová 2915/16 50°3′25,17″ s. š., 14°30′27,32″ v. d.        | Ladislav Kovařík (*1932)                            | 1969      | fontána, socha; travertin                 | OC Cíl, socha Tanec přemístěna k OC Novodvorská (viz obrázek)                                             |
| Milenci                                         | Kategorie „Milenci (Ladislav Kovařík)“ na Wikimedia Commons                          | V Korytech 50°3′19,41″ s. š., 14°29′36,09″ v. d.              | Ladislav Kovařík (*1932)                            | 1977      | socha, pískovec                           | mezi keři na travnatém prostranství                                                                       |
| Míčové hry                                      |                                                                                      | V Korytech 229/29 50°3′23,1″ s. š., 14°29′35,92″ v. d.        | Vladimír Preclík (1929–2008)                        | 1984      | malovaný kov, tlačený tombak              | Sportovní hala Záběhlice                                                                                  |
| Porcelánový medailon - Běžci                    |                                                                                      | V Korytech 229/29 50°3′23,1″ s. š., 14°29′35,92″ v. d.        | Pravoslav Rada (1923–2011) Jindřiška Radová (*1925) | 1983      | medailon, porcelán                        | Sportovní hala Záběhlice                                                                                  |
| Porcelánový medailon - Volejbalisté             |                                                                                      | V Korytech 229/29 50°3′23,1″ s. š., 14°29′35,92″ v. d.        | Pravoslav Rada (1923–2011) Jindřiška Radová (*1925) | 1983      | medailon, porcelán                        | Sportovní hala Záběhlice                                                                                  |
| Nápisy a logo nákupního střediska Zvonková      |                                                                                      | Zvonková 3048/2 50°3′18,57″ s. š., 14°30′15,91″ v. d.         | V. Kafka                                            | 1981      | socha, tombak                             | dochovaná pouze plastika s nápisem na fasádě v průčelí                                                    |